# براولي (كاليفورنيا)
براولي (بالإنجليزية: Brawley)‏ هي إحدى مدن مقاطعة إمبيريال، كاليفورنيا. تم إعطاءها لقب مدينة في 6 أبريل، 1908.

## التركيبة السكانية
حدّد مكتب تعداد الولايات المتحدة بيانات التركيبة السكانية لبراولي في تعداد الولايات المتحدة. في ما يلي، التركيبة السكانية حسب تعدادي 2000 و2010.

### تعداد عام 2000
بلغ عدد سكان براولي 22,052 نسمة بحسب تعداد عام 2000، وبلغ عدد الأسر 6,631 أسرة وعدد العائلات 5,264 عائلة مقيمة في المدينة. في حين سجلت الكثافة السكانية 1,049.1 نسمة لكل كيلومتر مربع (2,717.2/ميل2). وبلغ عدد الوحدات السكنية 7,038 وحدة بمتوسط كثافة قدره 334.8 لكل كيلومتر مربع (867.1/ميل2).
وتوزع التركيب العرقي للمدينة بنسبة 52.78% من البيض و2.45% من الأمريكيين الأفارقة و1.11% من الأمريكيين الأصليين و1.31% من الأمريكيين ذوي الأصول الآسيوية و0.19% من سكان جزر المحيط الهادئ و37.86% من الأعراق الأخرى و4.32% من عرقين مختلطين أو أكثر و73.83% من الهسبانيون أو اللاتينيون من أي عرق.
بلغ عدد الأسر 6,631 أسرة كانت نسبة 54.3% منها لديها أطفال تحت سن الثامنة عشر تعيش معهم، وبلغت نسبة الأزواج القاطنين مع بعضهم البعض 56% من أصل المجموع الكلي للأسر، ونسبة 17.5% من الأسر كان لديها معيلات من الإناث دون وجود شريك،  بينما كانت نسبة 5.9% من الأسر لديها معيلون من الذكور دون وجود شريكة وكانت نسبة 20.6% من غير العائلات. تألفت نسبة 17.1% من أصل جميع الأسر من عدة أفراد يعيشون في نفس المنزل ونسبة 7.1% كانت تتألف من شخص يعيش بمفرده يبلغ من العمر 65 عاماً أو أكثر. وبلغ متوسط حجم الأسرة المعيشية 3.28، أما متوسط حجم العائلات فبلغ 3.71.
بلغ العمر الوسطي للسكان 29.7 عاماً. وكانت نسبة 34.4% من القاطنين تحت سن الثامنة عشر، وكانت نسبة 9.6% بين الثامنة عشر والرابعة والعشرين عاماً، ونسبة 28% كانت واقعةً في الفئة العمرية ما بين الخامسة والعشرين والرابعة والأربعين عاماً، ونسبة 17.8% كانت ما بين الخامسة والأربعين والرابعة والستين، ونسبة 8.9% كانت ضمن فئة الخامسة والستين عاماً فما فوق. يوجد لكل 100 أنثى 97.2 ذكر، ويوجد لكل 100 أنثى في الثامنة عشر من عمرها فما فوق 92.7 ذكر.
بلغ متوسط دخل الأسرة في المدينة 31,277 دولارًا، أما متوسط دخل العائلة فبلغ 35,514 دولارًا. وكان متوسط دخل الذكور 34,617 دولارًا مقابل 25,064 دولارًا للإناث. وسجل دخل الفرد الخاص بالمدينة 12,881 دولارًا. وكانت نسبة 22.5% من العائلات ونسبة 26.6% من السكان تحت خط الفقر، وكان من هؤلاء نسبة 34.2% تحت سن الثامنة عشر ونسبة 14.1% في الخامسة والستين من العمر وما فوق.

### تعداد عام 2010
بلغ عدد سكان براولي 24,953 نسمة بحسب تعداد عام 2010، وبلغ عدد الأسر 7,623 أسرة وعدد العائلات 6,035 عائلة مقيمة في المدينة. في حين سجلت الكثافة السكانية 1,187.1 نسمة لكل كيلومتر مربع (3,074.6/ميل2). وبلغ عدد الوحدات السكنية 8,231 وحدة بمتوسط كثافة قدره 391.6 لكل كيلومتر مربع (1,014.2/ميل2).
وتوزع التركيب العرقي للمدينة بنسبة 54.38% من البيض و2.04% من الأمريكيين الأفارقة و0.97% من الأمريكيين الأصليين و1.40% من الأمريكيين ذوي الأصول الآسيوية و0.13% من سكان جزر المحيط الهادئ و37.10% من الأعراق الأخرى و3.98% من عرقين مختلطين أو أكثر و81.53% من الهسبانيون أو اللاتينيون من أي عرق.
بلغ عدد الأسر 7,623 أسرة كانت نسبة 50.2% منها لديها أطفال تحت سن الثامنة عشر تعيش معهم، وبلغت نسبة الأزواج القاطنين مع بعضهم البعض 51.6% من أصل المجموع الكلي للأسر، ونسبة 20.5% من الأسر كان لديها معيلات من الإناث دون وجود شريك،  بينما كانت نسبة 7.1% من الأسر لديها معيلون من الذكور دون وجود شريكة وكانت نسبة 20.8% من غير العائلات. تألفت نسبة 17.7% من أصل جميع الأسر من عدة أفراد يعيشون في نفس المنزل ونسبة 7.2% كانت تتألف من شخص يعيش بمفرده يبلغ من العمر 65 عاماً أو أكثر. وبلغ متوسط حجم الأسرة المعيشية 3.25، أما متوسط حجم العائلات فبلغ 3.67.
بلغ العمر الوسطي للسكان 30.2 عاماً. وكانت نسبة 32.6% من القاطنين تحت سن الثامنة عشر، وكانت نسبة 10.7% بين الثامنة عشر والرابعة والعشرين عاماً، ونسبة 24.3% كانت واقعةً في الفئة العمرية ما بين الخامسة والعشرين والرابعة والأربعين عاماً، ونسبة 22.3% كانت ما بين الخامسة والأربعين والرابعة والستين، ونسبة 10.1% كانت ضمن فئة الخامسة والستين عاماً فما فوق. وتوزع التركيب الجنسي للسكان بنسبة 48.5% ذكور و51.5% إناث.

## المناخ
يظهر الجدول التالي التغييرات المناخية على مدار السنة لبراولي:
| البيانات المناخية لـبراولي              | البيانات المناخية لـبراولي | البيانات المناخية لـبراولي | البيانات المناخية لـبراولي | البيانات المناخية لـبراولي | البيانات المناخية لـبراولي | البيانات المناخية لـبراولي | البيانات المناخية لـبراولي | البيانات المناخية لـبراولي | البيانات المناخية لـبراولي | البيانات المناخية لـبراولي | البيانات المناخية لـبراولي | البيانات المناخية لـبراولي | البيانات المناخية لـبراولي |
| الشهر                                   | يناير                      | فبراير                     | مارس                       | أبريل                      | مايو                       | يونيو                      | يوليو                      | أغسطس                      | سبتمبر                     | أكتوبر                     | نوفمبر                     | ديسمبر                     | المعدل السنوي              |
| --------------------------------------- | -------------------------- | -------------------------- | -------------------------- | -------------------------- | -------------------------- | -------------------------- | -------------------------- | -------------------------- | -------------------------- | -------------------------- | -------------------------- | -------------------------- | -------------------------- |
| الدرجة القصوى °ف (°م)                   | 89 (32)                    | 97 (36)                    | 104 (40)                   | 108 (42)                   | 118 (48)                   | 122 (50)                   | 122 (50)                   | 120 (49)                   | 121 (49)                   | 111 (44)                   | 100 (38)                   | 98 (37)                    | 122 (50)                   |
| متوسط درجة الحرارة الكبرى °ف (°م)       | 69.4 (20.8)                | 73.7 (23.2)                | 79 (26)                    | 86 (30)                    | 94.1 (34.5)                | 102.9 (39.4)               | 107.6 (42.0)               | 106.5 (41.4)               | 102.3 (39.1)               | 91.3 (32.9)                | 78.8 (26.0)                | 69.9 (21.1)                | 88.5 (31.4)                |
| متوسط درجة الحرارة الصغرى °ف (°م)       | 38.9 (3.8)                 | 43.1 (6.2)                 | 47.6 (8.7)                 | 53.2 (11.8)                | 59.8 (15.4)                | 66.8 (19.3)                | 75.2 (24.0)                | 75.8 (24.3)                | 69.5 (20.8)                | 57.8 (14.3)                | 46 (8)                     | 39.2 (4.0)                 | 56.1 (13.4)                |
| أدنى درجة حرارة °ف (°م)                 | 4 (−16)                    | 5 (−15)                    | 28 (−2)                    | 35 (2)                     | 40 (4)                     | 49 (9)                     | 55 (13)                    | 59 (15)                    | 50 (10)                    | 10 (−12)                   | 26 (−3)                    | 20 (−7)                    | 4 (−16)                    |
| الهطول إنش (مم)                         | 0.4 (10)                   | 0.39 (9.9)                 | 0.26 (6.6)                 | 0.11 (2.8)                 | 0.03 (0.76)                | 0.01 (0.25)                | 0.05 (1.3)                 | 0.3 (7.6)                  | 0.25 (6.4)                 | 0.22 (5.6)                 | 0.17 (4.3)                 | 0.46 (12)                  | 2.65 (67)                  |
| المصدر: Western Regional Climate Center |                            |                            |                            |                            |                            |                            |                            |                            |                            |                            |                            |                            |                            |

## أعلام
- هاري جيبسون
- ألان فولكس
- جو هوفر
- أل مكندلز
- مايك محمد
- ستيف تايلور